# Anthony Idiata
Anthony Idiata (ur. 5 stycznia 1975) – nigeryjski lekkoatleta, skoczek wzwyż.

## Osiągnięcia
- srebro igrzysk afrykańskich (Harare 1995)
- srebrny medal mistrzostw Afryki (Jaunde 1996)
- złoto igrzysk afrykańskich (Johannesburg 1999)

## Rekordy życiowe
- skok wzwyż (stadion) – 2.27 (1998 i 1999) rekord Nigerii
- skok wzwyż (hala) – 2.32 (2000) rekord Afryki